# Sainte-Anne-Saint-Priest
Sainte-Anne-Saint-Priest este o comună în departamentul Haute-Vienne din centrul Franței. În 2009 avea o populație de 148 de locuitori.

## Evoluția populației
| An        | 1975 | 1982 | 1990 | 1999 | 2006 | 2009 |
| --------- | ---- | ---- | ---- | ---- | ---- | ---- |
| Populație | 217  | 202  | 165  | 141  | 158  | 148  |